# 小選挙区制
小選挙区制とは、1つの選挙区ごとに1名のみを選出する選挙制度のことである。さらに、人々の投票によりその地区に及ぼす影響の主義者が現れる。

## 概要
小選挙区制は議会などの2人以上の人員を要する機関を構成するとき、定員と同数の選挙区を区分けし、一選挙区につき1人の当選者を選ぶ選挙制度の総称である。現代の日本では、選挙方法に単記非移譲式投票を用いた単純小選挙区制を指すことが多い。この他にも、Approval voting, Range voting, Borda count, Minimax, Schulze, Ranked Pairs など、定数一人の制度ならば何でも小選挙区制を利用出来る。

## 性質
1選挙区につき1人しか当選できないため、区割りとの相関が低い意見の対立は、議会に持ち込まれにくく、多数代表の性質が強くなる。一方、各選挙区は別々に分かれて選挙を行うため、区割りとの相関が高い意見対立は再現されやすく、少数代表の性質が強い。いずれにせよ、選挙候補者は二大政党に所属していたほうが選挙で当選する可能性は高くなる。したがって、特定地域の支持者を背景に政界に新規参入しようと欲する候補者は、対立候補者が二大政党の片方から既に立候補していた場合には、政策・主張の差異があろうが無かろうが、もう片方からの立候補を検討する必要に迫られる。その結果として政策論争がないがしろにされる懸念が生じる。
区割りとの相関が低い問題については、議員の間に根深い対立がないので、審議は速やかに完了し、満場一致で議決が下る場合もある。また、同じく多数代表の選挙方法で選ばれる政府と同調しやすく、政府と議会の対立で国政が麻痺する可能性が低い。
区割りとの相関が高い問題については、議員の間に根深い対立が生まれ、審議は平行線に陥りやすく、多数決で決着をつけざるを得ない場合が多い。
有権者は選挙区間の移動が容易ではないので、単純な戦略投票に晒されても、比例代表の性質を持ちにくい。このため、ゲリマンダーが行われるなど選挙区の区割りが適切でないと、議会での勢力比と有権者での勢力比が一致せず、直接選挙（大統領制や首相公選制など）で選ばれた政府と対立する可能性が高くなる（ねじれ現象）。

### 小規模政党の国政からの排除
ある特定の政治問題で独特なスタンスをとる小規模政党が選挙区で苦戦を強いられ、政治的に少数派の意見が国政に反映されにくい。ジェフリー・サックスは小選挙区制度では二大政党制になりやすく、小規模政党は踏み潰される(trampled)ことになると論じている。

### 単純小選挙区制特有の性質
単純小選挙区制では、選挙方法に単記非移譲式を用いているため、デュヴェルジェの法則が働く。このため、有権者は二大政党（と、有権者自身が予想する）の候補者以外の選択肢を表明しにくくなる。
単純小選挙区制において政党の議席数は、政党の得票率に対して三次関数の議席数になることが知られ、これは「三乗法則」と呼ばれる。2005年5月に行われたイギリス下院議員選挙では、与党・労働党の得票率が35%、野党第一党・保守党の得票率が32%と、両党の得票率の差は僅か3%にすぎなかったが、獲得議席数では159議席もの差がついた。

## 利点と欠点
後述は、比例代表制が中心である小選挙区比例代表併用制ではなく、単純小選挙区制や小選挙区比例代表並立制など小選挙区制が中心の制度のケースを記述する。

利点
- 同一政党間や似た政策の政党における同士討ちを抑止し、単独または似た政策の政党のみによる安定政権。単純小選挙区制のイギリスでは戦後の1945年のから2010年まで連立政権がなく、保守党か労働党どちらかの単独政権であった[4]。(政治的空白[5][6]や大連立多発の発生抑止、分極多党制の抑止)
- デュヴェルジェの法則の効果により二大政党制を作りやすく、支持を撤回した有権者は次の選挙で、もう片方の政党へ懲罰的投票行動するので政権交代を起こすのが他の選挙制度よりも容易である。そのため、政権や政治家側は政権交代に強い危機感を持って職務に全うせざるを得ないこと。(野党第一党の万年野党化の抑止)
- 大選挙区制や中選挙区よりも更に担当選挙区が狭くなり、立候補者1人あたりの選挙費用や肉体的負荷が小額で済むこと[7]。(残酷区の抑止)

欠点
- 候補者が僅差で当選のケース、あるいは落選した候補者の票が多数を占める選挙区のケースでは多くの死票が発生する。日本では1996年の衆議院議員選挙で小選挙区比例代表並立制が導入されて以降、2012年までの6回のうち3回で死票が5割を超えている[8]。2012年衆議院議員選挙の死票率は53%であり、死票率が70%を超えた選挙区が2ヶ所、60%を超えた選挙区が76ヶ所あった[9]。
- 前述の安定政権とトレードオフの関係であるが、各政党の得票率と実際の議席占有率との乖離がある。例えば、2005年のイギリスの下院総選挙で第一党となった労働党（得票率35.2%で355議席）と第二党の保守党（得票率32.4%で198議席）の得票率の差が2.8%しかなかったにもかかわらず、獲得議席数では157議席も差が出ている[10]。比例代表と並立である日本では2005年の衆院選、2012年の衆院選、2014年の衆院選における自民党、2009年の衆院選における民主党は、いずれも4割台の得票率で7割から8割の議席を獲得している[11]。

## 日本における小選挙区制

### 概要
参議院選挙の1人区の選挙区（半数改選のため全体としては定数2人）も小選挙区とも表現されることがある。
国政の他、都道府県議会選挙においては、定数1の選挙区、すなわち事実上の小選挙区制選挙で議員を選出する地域が多い。これは、同選挙の区割りが市・郡単位を基準に定められるが、その都道府県内での有権者数の比重が小さく、総定数の中から1人しか割り当てられない地域が多いためである。
市町村議会選挙の例では、1955年に町村合併により発足した山口県周東町が、町議会選挙で合併前の町村単位による小選挙区制を採用した例がある。

### 歴史
日本の衆議院においては、まず1890年の衆院選から1898年の衆院選において小選挙区制が採用された（一部完全連記制の2人区があるが、特定政党の議席独占が起こりやすいため単記式の中選挙区制とは異なる）。
1902年4月5日、衆議院議員選挙法別表改正公布、市部選出議員を増加した。
1902年の衆院選から1917年の衆院選まで、大選挙区制が導入されていた。
1919年3月8日、衆議院は政府および憲政・国民各派提出の衆議院議員選挙法改正案中、政府案（小選挙区・納税資格3円）を修正可決、5月23日公布。
原敬内閣による選挙法改正で再度導入され、1920年の衆院選と1924年の衆院選は小選挙区制が実施された。
1928年の衆院選から1993年の衆院選までは中選挙区制が導入されていた。
ただし、第二次世界大戦後の1953年にアメリカ合衆国から日本へ施政権が返還された鹿児島県奄美群島では、歴史的経緯から奄美群島選挙区が1人区として設置され、事実上の小選挙区として存在した。この奄美群島選挙区は将来鹿児島県第3区へ統合するまでの暫定措置とされたが、1954年の補欠選挙で初めて議員を選出し、一票の格差を解消するための定数是正措置により1992年に消滅（鹿児島県第1区へ統合）するまで存続した（1990年の衆院選が最後の選挙）。
この間、1956年に第3次鳩山内閣が単純小選挙区制を、1973年に第2次田中角栄内閣が小選挙区比例代表並立制をそれぞれ衆議院に導入しようという計画を立てたが、大政党に有利である、選挙区の区割りがいびつであり恣意的である、などと批判された。特に区割りに関しては、1810年代のアメリカにおける事例、マサチューセッツ州知事エルブリッジ・ゲリーがサラマンダーの形をした自党に有利な選挙区をつくりゲリマンダーと呼ばれた故事をもじって、ハトマンダー（第3次鳩山一郎内閣）・カクマンダー（第2次田中角栄内閣）と揶揄された。このような批判と、政権自体の求心力の低下により、両内閣とも導入を断念した。
また、日本の小選挙区制のモデルケースと目された奄美群島区で選挙がしばしば過熱し、選挙違反者の大量発生が続いた事も、小選挙区反対論の根拠となった（いわゆる保徳戦争）。
1980年代後半、中選挙区制の欠陥が指摘されると再び小選挙区制導入の論議がなされた。リクルート事件後の1991年、海部俊樹内閣および自民党執行部は小選挙区300、比例代表171の小選挙区比例代表並立制導入を企図するが、小泉純一郎らが反対を表明し推進派の責任者だった羽田孜に猛反発するなど党内調整が難航し、導入は見送られ、内閣は総辞職した（海部おろし）。
その後1994年の公職選挙法改正（政治改革四法のひとつ）で衆議院選挙において小選挙区比例代表並立制（小選挙区300、比例代表200）が導入され、1996年の衆院選から実施された。

### 党派別小選挙区議席獲得実績
| 回 | 年     | 自民 | 民主 | 立憲民主 | 希望 | 国民民主 | 維新 | 公明 | みんな | 未来・生活 | 共産 | 社民 | 国民新 | 日本 | 新進 | 旧自由 | 保守 | さきがけ | 自由連 | 民改連 | 無所会 | 諸派 | 無所属 | 合計 |
| -- | ------ | ---- | ---- | -------- | ---- | -------- | ---- | ---- | ------ | ---------- | ---- | ---- | ------ | ---- | ---- | ------ | ---- | -------- | ------ | ------ | ------ | ---- | ------ | ---- |
| 41 | 1996年 | 169  | 17   | －       | －   | －       | －   | －   | －     | －         | 2    | 4    | －     | －   | 96   | －     | －   | 2        | －     | 1      | －     | 0    | 9      | 300  |
| 42 | 2000年 | 177  | 80   | －       | －   | －       | －   | 7    | －     | －         | 0    | 4    | －     | －   | －   | 4      | 7    | －       | 1      | －     | 5      | 0    | 15     | 300  |
| 43 | 2003年 | 168  | 105  | －       | －   | －       | －   | 9    | －     | －         | 0    | 1    | －     | －   | －   | －     | 4    | －       | 1      | －     | 1      | 0    | 11     | 300  |
| 44 | 2005年 | 219  | 52   | －       | －   | －       | －   | 8    | －     | －         | 0    | 1    | 2      | 0    | －   | －     | －   | －       | －     | －     | －     | 0    | 18     | 300  |
| 45 | 2009年 | 64   | 221  | －       | －   | －       | －   | 0    | 2      | －         | 0    | 3    | 3      | 1    | －   | －     | －   | －       | －     | －     | －     | 0    | 6      | 300  |
| 46 | 2012年 | 237  | 27   | －       | －   | －       | 14   | 9    | 4      | 2          | 0    | 1    | 1      | 0    | －   | －     | －   | －       | －     | －     | －     | 0    | 5      | 300  |
| 47 | 2014年 | 223  | 38   | －       | －   | －       | 11   | 9    | －     | 2          | 1    | 1    | －     | －   | －   | －     | －   | －       | －     | －     | －     | 0    | 8      | 295  |
| 48 | 2017年 | 218  | －   | 18       | 18   | －       | 3    | 8    | －     | －         | 1    | 1    | －     | －   | －   | －     | －   | －       | －     | －     | －     | 0    | 22     | 289  |
| 49 | 2021年 | 187  | －   | 57       | －   | 6        | 16   | 9    | －     | －         | 1    | 1    | －     | －   | －   | －     | －   | －       | －     | －     | －     | 0    | 12     | 289  |
| 50 | 2024年 | 132  | －   | 104      | －   | 11       | 23   | 4    | －     | －         | 1    | 1    | －     | －   | －   | －     | －   | －       | －     | －     | －     | 1    | 12     | 289  |

注:－は立候補しなかった場合（政党等が存在しない場合も含む）、0は立候補したが当選者がいなかった場合をさす。

### 肯定的批評
最も小選挙区制を強固に推進していた小沢一郎は、「政治にカネがかかるのも中選挙区で同士討ちするからだろ。自民党同士で争えば政策論争じゃなくサービス合戦になるからな。それに、日本人は何事も丸く、丸く収めるのが好きだが、国際情勢の変化に機動的に対処するには、強いリーダーシップが必要だ。そのためにも一騎討ちで勝敗を決める小選挙区がいいんだ」と述べている（なお、小沢は2021年に行われた第49回衆議院議員総選挙において皮肉にも自身が小選挙区で落選することになる）。細川護熙は、「制度そのものは機能している」と評価している。

### 否定的批評

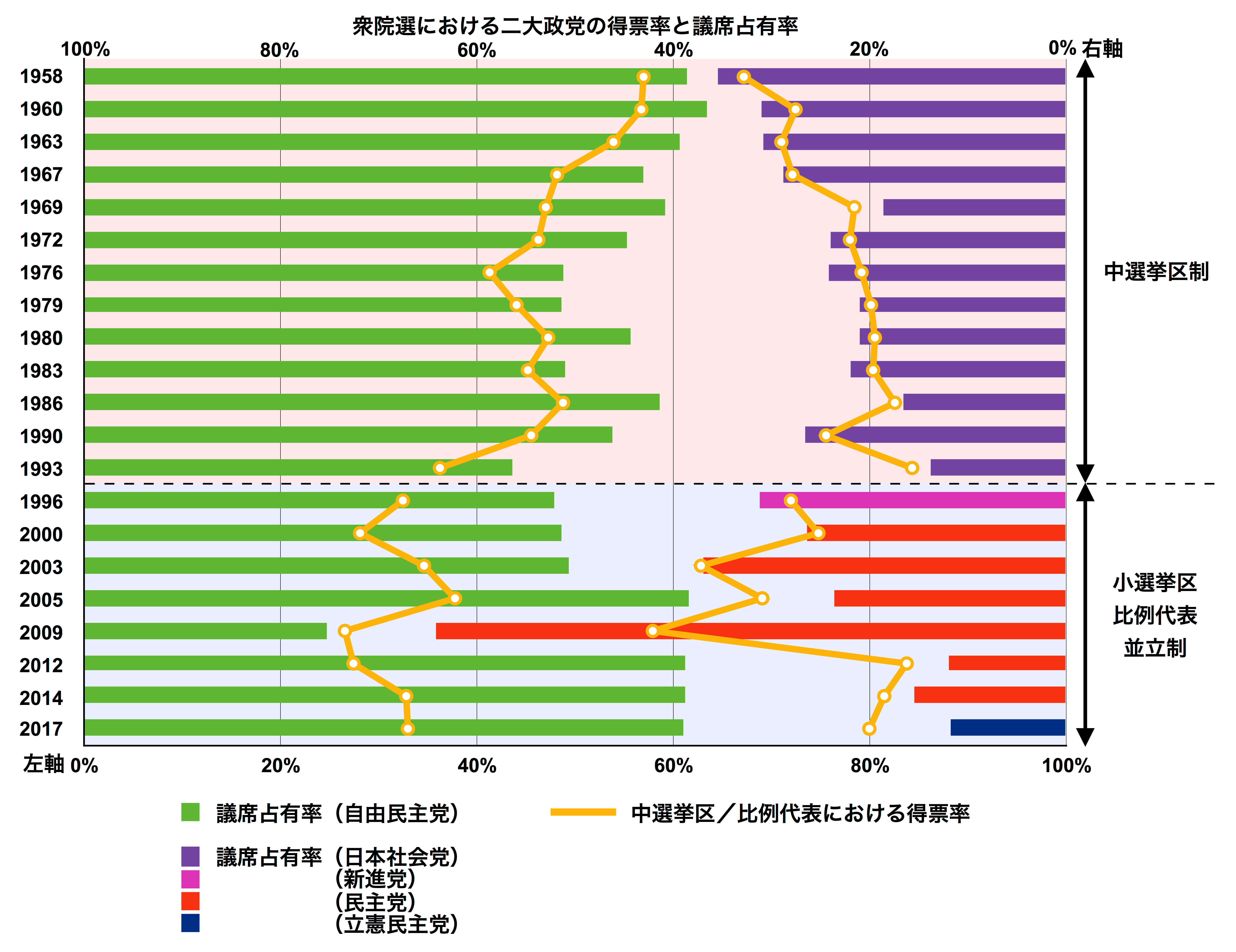
衆議院議員総選挙における主要2政党の議席占有率（棒グラフ）と得票率（折れ線グラフ）。
※注：自由民主党の数値は下目盛りで示す。対立政党の数値は上目盛りで示す。
----
1996年の総選挙から小選挙区比例代表並立制が導入され、その結果、第一党の議席占有率は得票率をはるかに超えることとなった。自民党は毎回、比例代表で3割弱から4割弱の票しか獲得できていないものの、2005年、2012年、2014年、2017年の総選挙では6割を超える議席を獲得している。特に2017年の場合は総選挙直前に民進党が希望の党と立憲民主党に事実上分裂したことも関係している。また、2009年の選挙では、民主党が6割超の議席を獲得して第1党となったが、比例代表における得票率は4割をわずかに超える程度にすぎなかった。

政権交代可能な二大政党制を模索して導入された本制度であるが、以下のように近年では負の面を指摘する声が多く上がるようになってきている。
小選挙区制（比例代表並立制）に移行してからは、投票率が60%以下であることが多く、日本国憲法下で実施された衆議院議員総選挙の平均投票率（68.18%）には到達していない。

#### 自公陣営
2010年、公明党代表の山口那津男は「イギリスを見ても分かるように、単純小選挙区制で民意を集約するのはもう無理だ。世界の流れは民意をいかに正しく反映する選挙制度にするかだ」と述べている。
同年に自由民主党の舛添要一は、中選挙区制時代は党内でも派閥同士が切磋琢磨していた、小選挙区では選挙区の都合で政党を選ぶ議員が出る、小泉チルドレンや小沢ガールズのようなこと（ポピュリズム的傾向）が横行するとし、「多数派支配型のウェストミンスター・モデルに対抗するコンセンサス・モデル(多党制と議会における協議を基本とする)のほうが先進国では普通で、しかも国民生活にとって、より良い成果をもたらしている」と批判した。
自民・民主両方に所属した経験がある田村耕太郎は2011年に「日本において階級や民族など二大政党が争う対立軸はない。候補者は理念や政策が異なっても当選するために大政党の公認を受け、万人受けするばらまき政策を掲げる。選挙区事情で政界再編も起きにくい」と指摘している。
制度導入に携わった当事者の間では、細川と選挙制度改革で合意した河野洋平は「党内議論がおとなしくなり、政治家の質が劣化した」と指摘している。河野はその後2023年に入り、連記制を含む「新中選挙区制」を提唱している。武村正義は、「率直に言ってちょっぴり後悔しています」と述べている。

#### 社共陣営
かねてから日本共産党は制度の根本的欠陥として第一党が4割台の得票で7〜8割もの議席を占め、得票率と獲得議席数に著しい乖離を生み出す点や死票が過半数にのぼっている点などを挙げており、小選挙区制では一票の格差を是正することは不可能だと指摘。民意を反映する比例代表を中心とした制度への改革を主張している。小選挙区制では、有権者が政治に対する信頼が損なわれる懸念もあるとしている。
同様に社会民主党は制度の問題点として得票率と議席率の乖離、死票の増大、一票の格差の拡大、少数党に不利などの点をあげており、比例得票数を議席配分の中心に据えた選挙制度への改革を目指すとしている。

#### 自治体
当時の東京都知事の石原慎太郎は2011年の定例会見の場で「小選挙区を採用したことが絶対に間違いですよ。健全な民主主義や健全な政治家は生まれてこない。どんどん政治家が小さくなっちゃった。今はみんなロボットみたいでどれもこれも顔は違うけど言っていることは同じだわ。寂しい国になっちゃったね」と小選挙区制度を批判し制度自体を否定した。また1994年の小選挙区制導入の際に総務会で、小選挙区制に最初から最後まで反対したのは私と野中広務だけだったと述べた。
宮城県大崎市では、小選挙区制廃止を求める意見書が全会一致で可決された。また、徳島県議会では、「地勢、交通、地域間のつながり等を無視し、1票の格差是正に重きをおくだけでは各選挙区における有権者の連帯感を益々阻害し、ひいては政治不信にもつながることが懸念」と全会一致で意見があげられた。

#### 学者
東京工業大学名誉教授の田中善一郎は「小選挙区は保革対立の時代には適した制度であるが、現在のように国民が多様な意見を持つ状況では、国民の選択を無理やり二者択一に導く道具と化し、二党のどちらかに投票した瞬間に民意は歪められる」と指摘している。
福山大学客員教授・元経済企画庁長官の田中秀征は、「中選挙区制では党の中で違う考え方が存在し得る。ところが小選挙区制だと公認を党から得るためには執行部の方針には従わざるをえないので、党の指導部にへつらうような人たちがどうしても多くなっちゃう。上に反論して楯突くようなことができないのは、どう考えても『人材』とは言えないですよ。人材というのは上に対しても物を言う人たちですよね。そういう人たちがどんどん少なくなる流れが生じているということでしょうね。最近は『政治が劣化している』って言いますよね。現行制度を考え直す機会が来ているというふうに思います」と述べている。

### 衆議院小選挙区の区割り方法
衆議院の小選挙区区割り法式は、まず衆議院議員選挙区画定審議会にて審議される。
選挙区割りは国民の一票の格差を決定し、政治家の当落を左右する重要な問題である。衆議院小選挙区については国勢調査の結果をもとに10年ごとに衆議院議員選挙区画定審議会が審議して内閣総理大臣に勧告し、総理大臣は問題がなければそれを採用して国会に提出し審議に付される。審議会の委員は国会同意人事であり両院の同意を得た国会議員以外の識者7人が総理大臣に任命される。
区割りするときは「一票の格差を2倍未満にする」「大都市を除き、市区町村を分割しない」「飛地をつくらない」などの方針のもとで地勢や交通を考慮して決定される。しかしながら第43回衆議院議員総選挙（2003年）では9つの選挙区で一票の格差が2倍を超えた。また有権者数の調整のため、一部の市区では選挙区が分割されている（詳細は選挙区が分割されている市区町村を参照）。
1区は都道府県庁がある選挙区（政令指定都市の場合は都道府県庁がある区の選挙区）に割り当てられている。
市町村合併による境界の変更があっても選挙区割りが自動的に変更されることは無い。いわゆる平成の大合併の進展により2003年から2007年3月末にかけて各地で大規模な市町村合併が行われたが、2009年8月1日現在で唯一の例外を除いて区割りは2002年に改正された当時のままである。そのため2005年9月11日に行われた第44回衆議院議員総選挙では新潟市が4つの選挙区にまたがったのを筆頭に全国で35市町が本来分割されている市区に加えて複数の選挙区にまたがることとなった（現在分割されている選挙区は平成の大合併により選挙区が分割された市区町村を参照）（公職選挙法13条3項本文）。
ただし市町村合併によらない市区町村の境界変更の場合には新たに所属する市区町村の選挙区に変更となり、新たに所属する市区町村が属する選挙区が2以上ある場合には、総務大臣が属する選挙区を決定する（公職選挙法13条3項ただし書、4項、同法施行令2条1項）。
唯一の例外は2005年2月13日に長野県から岐阜県中津川市に編入された旧山口村の区域である。2005年6月29日に公布された「公職選挙法の一部を改正する法律」によってそれまで所属していた長野4区から岐阜5区に所属が変更され、同時に比例代表区の北陸信越ブロックと東海ブロックの境界線も新しい県境に合わせて変更された。
2009年の一票の格差をめぐる裁判における最高裁判所大法廷判決では、2.30倍の格差は「違憲状態」であり、都道府県にまず1議席を割り当てる「1人別枠方式」が「格差を生む主要な原因」になっているとして、速やかな廃止を求める内容が言い渡された。
東京都と愛知県は小選挙区制が導入以来人口が急増したにもかかわらず選挙区は増えていなかったり、2002年区割り変更で17から18へ小選挙区を増やした神奈川県はその後19小選挙区の大阪府の人口を抜いたにもかかわらず小選挙区数は矛盾していること等は長らく反映されてこなかったが、2022年に決定した区割り改正によって東京・神奈川・愛知の選挙区が増やされることとなった。

## 世界における小選挙区制

### ロシア

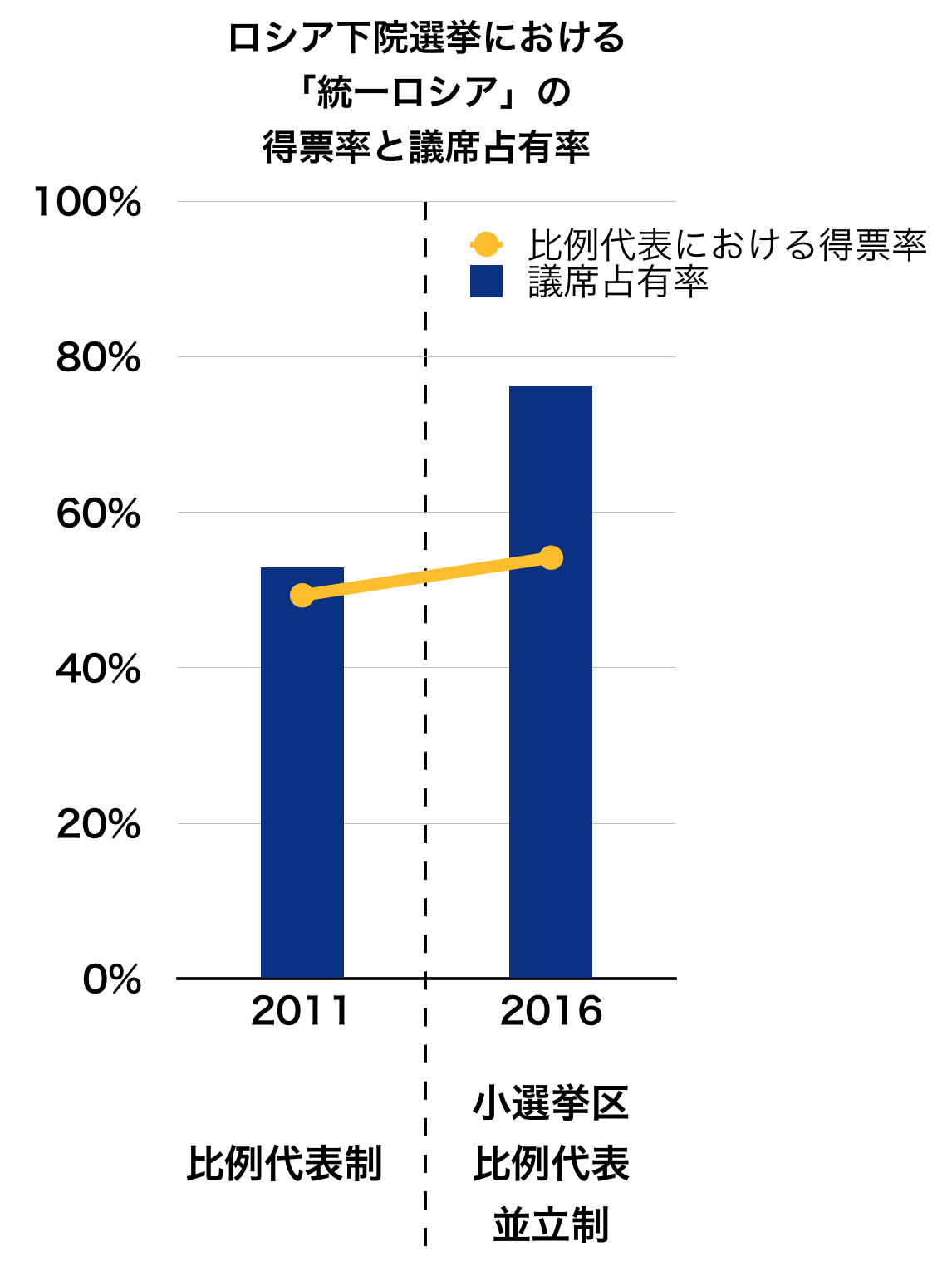
ロシア下院選挙（2011年および2016年）における「統一ロシア」の得票率と議席占有率

ロシアは、1993年の下院選挙から2003年の下院選挙まで小選挙区比例代表並立制が採用されていたが、2007年の下院選挙から比例代表制に移行していた。
しかし、与党「統一ロシア」は自らに有利となるよう選挙制度改正を行い、2016年の下院選挙より小選挙区比例代表並立制を復活させた。これにより、2016年の下院選挙で「統一ロシア」は、小選挙区で他の党を圧倒し225選挙区のうち203選挙区で勝利をおさめた。比例代表と合わせると獲得議席数は343となり、前回（2011年）の238をはるかに凌ぐ結果となった。「統一ロシア」が獲得した得票率は2011年の選挙とほぼ同じであったが、議席占有率は大幅に高まった（右グラフを参照）。

## 採用している国・地域
単純小選挙区制
| - アゼルバイジャン - アメリカ合衆国 - アンティグア・バーブーダ - イエメン - イギリス - インド - ウガンダ - エチオピア - ガーナ - カナダ - ガンビア - グレナダ - ケニア - コートジボワール | - ザンビア - ジャマイカ - ジンバブエ - セントクリストファー・ネイビス - セントビンセント・グレナディーン - ソロモン諸島 - タンザニア - ドミニカ国 - トリニダード・トバゴ - ナイジェリア - パキスタン - バハマ - バミューダ - パラオ | - バルバドス - バングラデシュ - ブータン - ベラルーシ - ベリーズ - ボツワナ - マーシャル諸島 - マダガスカル - マラウイ - マレーシア - ミクロネシア連邦 - ミャンマー - モンゴル - ヨルダン |

二回投票制
- フランス

優先順位付投票制
| - オーストラリア | - パプアニューギニア | - フィジー |

小選挙区比例代表並立制
| - ウクライナ - ジョージア - タイ | - 台湾 - 日本 - ハンガリー - フィリピン | - ベネズエラ - メキシコ - リトアニア - ロシア |

小選挙区比例代表併用制
| - ドイツ：下院と多くの州議会 - ニュージーランド：議会 - スロベニア：下院 - ルーマニア：上院・下院 - 一院制議会への移行を予定 | - ベネズエラ：議会 - アルバニア：議会 - ボリビア：下院 - 大韓民国 | - ハンガリー：議会 - 並立制の要素も加えた、折衷的な制度 - イギリス：スコットランド議会とウェールズ議会とロンドン議会 - 超過議席は出ない仕組み。連用制も参照。 - 南アフリカ共和国：地方選挙 |